# マリアーノ・ピッコリ

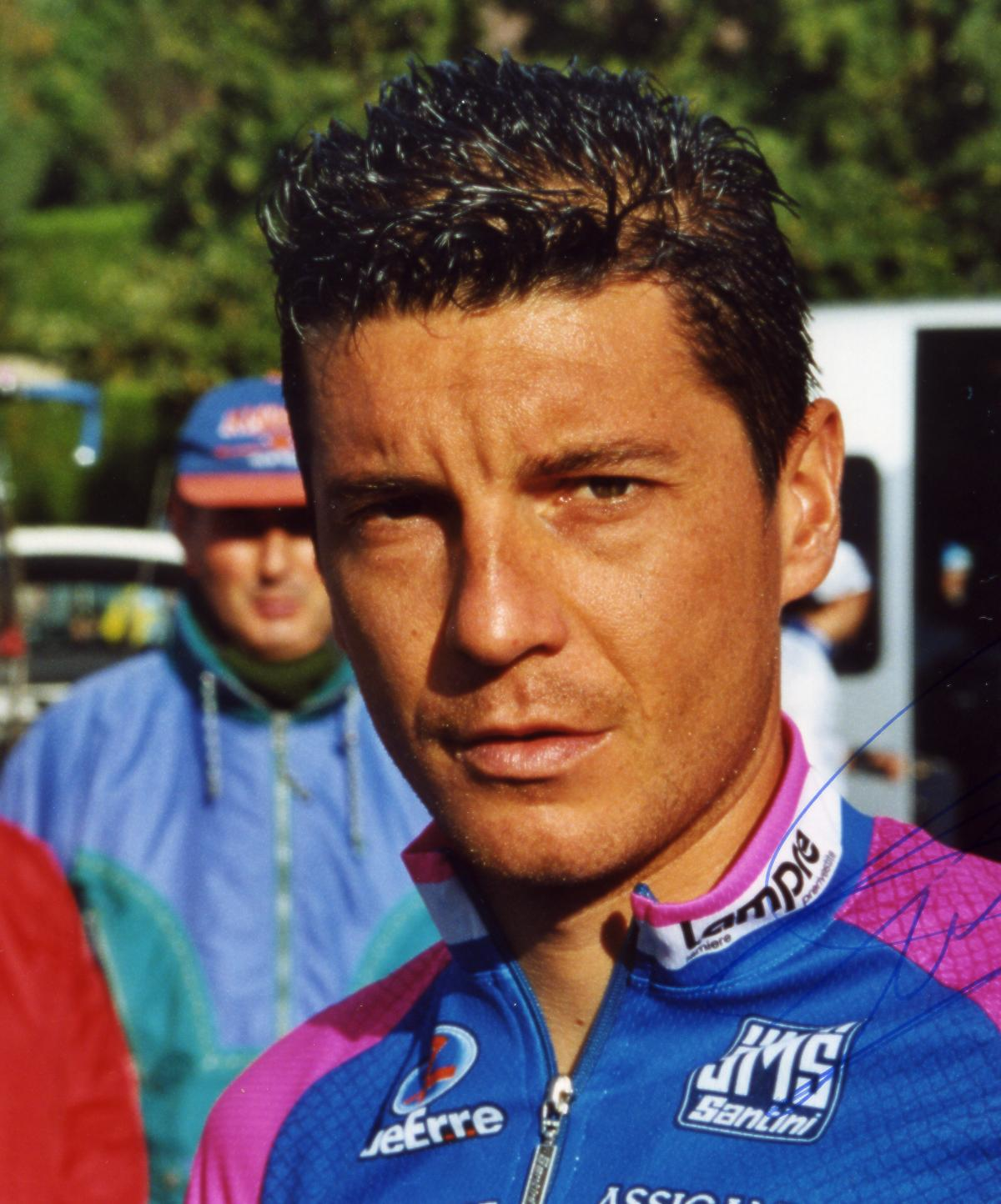
マリアーノ・ピッコリ

マリアーノ・ピッコリ（Mariano Piccoli、1970年9月11日 - ）、イタリア・トレント出身の元自転車プロロードレース選手。1992年プロデビュー。
2005年に引退。山岳ポイントとゴールスプリントの両方で実力を発揮する特異な選手として活躍した。
2007年のジロ・デ・イタリアではイタリア放送協会（RAI）の解説者として登場している。

## 所属チーム
- 1992-94年 メルカトーネ・ウノ
- 1995-98年 ブレシアラット
- 1999-2004年 ランプレ（1999-2002年Lampre-Daikin、2003-04年Lampre）
- 2005年 アクア・サポーネ

## 経歴
頭角を現したのは1993年のジロ・デ・イタリア。大型新人カサグランデと前半戦の山岳ポイントを争い、最終的にクラウディオ・キアプッチに奪われるものの9日にわたりマリア・ヴェルデを着用する活躍を見せた。
1995年のジロ・デ・イタリアでは連日積極的な走りを見せ区間1勝、山岳賞も獲得した。この年はトニー・ロミンゲルが圧倒的な力を見せ各賞を独占し、唯一取りこぼしたのが山岳賞だった。
翌96年は優勝こそなかったものの、ジロ・デ・イタリアの山岳区間で積極的に動き2年連続の山岳賞を獲得した。
1998年のジロ・デ・イタリアでは第1ステージで並み居るスプリンターを振り切り優勝。その後も積極的にゴール争いに加わり、ポイント賞を獲得して周囲を驚かせた。
2度目の出場を果たした1999年のツール・ド・フランスでは序盤の小規模な山岳ポイントをこまめに稼ぎ、プロローグ から第9ステージでリシャール・ビランクに奪われるまでマイヨ・ブラン・ア・ポア・ルージュを着続けて名を売ったほか、積極的に逃げに加わり第5ステージで敢闘賞を獲得した。最終的に山岳賞争いではビランク、エッリに続き3位に入っている。
2000年のジロ・デ・イタリアでは最終区間のミラノのゴールスプリントを制して区間優勝。またも意外なスプリントの強さを印象付けた。この勢いを駆って出場したブエルタ・ア・エスパーニャでも好調を維持し、区間2勝、ポイント賞5位、スプリント賞3位、総合成績で50位に入る好走を見せている。
なお、2004年にはジャパンカップへの出場がアナウンスされていたが、来日は実現しなかった。

## 主な成績

### グランツール
- 1995年 ジロ・デ・イタリア区間1勝・山岳賞
- 1996年 ジロ・デ・イタリア山岳賞
- 1997年 ブエルタ・ア・エスパーニャ区間1勝
- 1998年 ジロ・デ・イタリア区間1勝・ポイント賞
- 2000年 ジロ・デ・イタリア区間1勝 ブエルタ・ア・エスパーニャ区間2勝

### ステージレース
- 1995年 ツール・ド・ポローニュ区間2勝 ビチクレッタ・バスカ区間1勝

### ワンデーレース
- 1996年 グランプリ・インダストリア・エ・コメルシオ・ディ・プラート優勝